# Лесуково (Вологодская область)
Лесуково — деревня в Белозерском районе Вологодской области.
Входит в состав Гулинского сельского поселения, с точки зрения административно-территориального деления — в Кукшевский сельсовет.
Расстояние до районного центра Белозерска по автодороге — 33 км, до центра муниципального образования деревни Никоновская по прямой — 8 км. Ближайшие населённые пункты — Губа, Жидково, Кузьминка.
По переписи 2002 года население — 2 человека.